# José Luis García-López
José Luis García-López (Pontevedra, Espanha, 26 de março de 1948) é um quadrinista espanhol radicado na Argentina que trabalha para o mercado de quadrinhos dos Estados Unidos, principalmente na editora DC Comics. Foi o responsável pelo DC Comics Style Guide 1982, guia interno da DC Comics para todos os personagens da editora na época e que servia de guia para outros desenhistas e para material de licenciamento.

## Biografia
José Luis García-López nasceu em 26 de março de 1948 em Pontevedra, Espanha, e mudou-se com sua família para a Argentina em 1952. Entre suas inspirações, podemos destacar artistas como Alex Raymond, Harold Foster, Milton Caniff, José Luis Salinas e Alberto Breccia.

## Carreira
Nos anos 60, García-López trabalhou para a Charlton Comics.[carece de fontes?] Em 1974, mudou-se para Nova York, onde conheceu Joe Orlando, editor chefe da DC Comics. Seu primeiro crédito como artista para a DC foi no back-up "Nightmare In Gold" da Action Comics #448 de junho de 1975, onde arte-finalizou os desenhos do artista Dick Dillin.[carece de fontes?] No mês seguinte, ele arte-finalizou os desenhos de Curt Swan na história back-up ["secundária"] "Private Life of Clark Kent" da Superman #289, e assumiu os desenhos numa história complementar escrita por E. Nelson Bridwell na Detective Comics #452 (Outubro de 1975). No mês seguinte, García-López e o roteirista Gerry Conway criaram a série Hercules Unbound e, em abril de 1977, ele e o roteirista Michael Fleisher lançaram a série regular Jonah Hex. García-López e Conway elaboraram a história Superman vs. Wonder Woman ["Mulher-Maravilha"] na All-New Collectors' Edition #C-54 (1978). DC Comics Presents, um team-up estrelado por Superman foi lançado em 1978 pelo roteirista Martin Pasko e García-López. Ele desenhou a primeira aparição do Snowman na Batman #337 (Julho de 1981) e o crossover DC–Marvel entre Batman e o Hulk na DC Special Series #27 (Outono americano de 1981). Ele escreveu cinco edições de The New Teen Titans em 1985 ao lado do roteirista Marv Wolfman.
Outros trabalhos notáveis, temos Atari Force, Road to Perdition, Deadman, e vários super-heróis da DC.[carece de fontes?] Seu trabalho em Twilight garantiu-lhe indicação ao Eisner Award.
Durante seu contrato de exclusividade com a DC Comics, ele foi responsável pelos guias internos da editora para todos os personagens na época e que servia de guia para outros desenhistas e para material de licenciamento no mundo todo. García-López ilustrou o guia de 1982, usado ainda hoje como parte da linha retrô da DC Comics, um guia de 1992 focado no filme Batman Returns, os guias relacionados ao Superman de 1991, 1994 e 2006, e outros guias no Universo DC em 1998, 2004 e 2012.
Seus trabalhos nos anos 2000 foram JLA: Classified e um arco de histórias em 2009 na Batman Confidential, que introduziu o personagem Rei Tut. Ele desenhou uma história do Metal Men na Wednesday Comics que foi escrita por Dan DiDio.
Em 2011, ele desenhou uma das histórias da The Spirit #17. A DC Comics publicou uma coletânea de suas histórias do Superman na Adventure of Superman: José Luis García-López em 2013. Ele e Len Wein produziram uma adaptação para quadrinhos de uma história do Duas-Caras escrita por Harlan Ellison originalmente destinada à série de televisão, Batman.

### DC Comics
- Action Comics #448, 451,  (Vingador Fantasma) #623, 641 (1975–89)
- Adventure Comics (Vigilante): #442; (Desafiador): #462–463, 465–466 (1975–79)
- All-New Collectors' Edition (Superman vs. Mulher-Maravilha) #C–54 (1978)
- All-Star Western vol. 3 #10, 30–31 (2012–14)
- Atari Force vol. 2 #1–12 (1984)
- Batman #272, 336–337, 353 (1976–82)
- Batman Confidential #26–28 (2009)
- Batman Family (team-up com Robin e a Batgirl) #3 (1976)
- Batman: Gotham Knights (Batman Black and White) #10 (2000)
- Batman: Legends of the Dark Knight #16–20, 149–153 (1991–2002)
- Batman: Reign of Terror (graphic novel) (1999)
- Batman Returns: The Official Comic Adaptation #1 (1995)
- Batman '66 the Lost Episode #1 (2015)
- Batman: The Blue, the Grey, and the Bat #1 (1993)
- The Brave and the Bold #164, 171 (1980–81)
- Cinder and Ashe #1–4 (minissérie) (1988)
- DC Comics Presents #1–4, 17, 20, 24, 31, 41 (1978–82)
- DC Graphic Novel (Star Raiders) #1 (1983)
- DC Special: The Return of Donna Troy #1–4 (minissérie) (2005)
- DC Special Series (Kid Flash) #11; (Legião dos Super-Heróis) #21; (Batman vs. o Incrível Hulk) #27 (1978–81)
- DC Universe: Legacies #3–4 (minissérie) (2010)
- Deadman #1–4 (minissérie) (1986)
- Deadman #5–6 (minissérie) (2002)
- Detective Comics (Batman): #449, 454, 458–459; (Gavião Negro): #452, 454–455 ; (Homem Elástico): #500 (1975–81)
- Dr. Strangefate (edição especial) (Amalgam Comics) (1996)
- Green Lantern Annual #3 (1987)
- Hawkman vol. 4 #18 (2003)
- Hercules Unbound #1–6 (1975–76)
- Heroes Against Hunger (duas páginas, junto com outros artistas) (1986)
- House of Secrets (Abel) #154 (1978)
- JLA: Classified #16–21 (2006)
- The Joker #2–4 (1975)
- Jonah Hex #1–4, 10, 32, 73 (1977–83)
- Just Imagine Stan Lee creating Green Lantern (história alternativa) (2001)
- Legion of Super-Heroes vol. 3 #55 (junto com outros artistas) (1988)
- Many Worlds of Tesla Strong [edição especial] (junto com outros artistas) (2003)
- New Teen Titans vol. 2 #7–11 (1985)
- On the Road to Perdition #1–3 (minissérie) (2003)
- Realworlds: Superman (edição especial) (2000)
- Robin Annual #2 (1993)
- Secret Origins vol. 2 (Vingador Fantasma) #10 (1987)
- Sensation Comics Featuring Wonder Woman (digital) #40 (2015)
- Showcase '94 (Novos Deuses) #1 (1994)
- The Spirit vol. 2 #17 (2011)
- Superman (Superman): #289, 294, 301–302, 307–309, 347; (Mr. Mxyzptlk): #351 (1976–80)
- Superman vol. 2 #104–105 (1995)
- Superman, Inc (Elseworlds) (1999)
- Superman: Kal (Elseworlds) (1995)
- Tarzan #250–255 (1976)
- Twilight #1–3 (minissérie) (1990)
- Wednesday Comics (Homens Metálicos) #1–12 (2009)
- Weird War Tales #41, 44, 108 (1975–82)
- Weird Western Tales (Jonah Hex) #32–33, 38 (1976–77)
- Wonder Woman Annual #1 (junto com outros artistas) (1988)
- World's Finest Comics (Superman e Batman) #244, 255, 258 (1977–79)

### Outras editoras
- Boris Karloff Tales of Mystery #64–65 (Gold Key, 1975)
- Career Girl Romances #71 (Charlton, 1972)
- Ghostly Tales #77, 79, 146 (Charlton, 1969–70, 1980)
- Grimm's Ghost Stories #24–25 (Gold Key, 1975)
- Just Married #68–69, 71–74 (Charlton, 1969–70)

### Coletâneas
- On the Road to Perdition (com Max Allan Collins, 296 páginas, Paradox Press, Dezembro de 2004, ISBN 1-4012-0357-4, Titan Books, Maio de 2005, ISBN 1-84576-023-9 coleta:
  - Book 1: Oasis (com arte-finais de Josef Rubinstein, 96 páginas, Paradox Press, Maio de 2003, ISBN 1-4012-0068-0, Titan Books, Junho de 2003, ISBN 1-84023-689-2)
  - Book 2: Sanctuary (com arte-finais de Steve Lieber, 96 páginas, Paradox Press, Dezembro de 2003, ISBN 1-4012-0173-3, Titan Books, Março de 2004, ISBN 1-84023-796-1)
  - Book 3: Detour (com arte-finais de Steve Lieber, 96 páginas, Paradox Press, Julho de 2004, ISBN 1-4012-0174-1, Titan Books, Outubro de 2004, ISBN 1-84023-942-5)

## Prêmios
1992: Indicado ao Eisner Award como "Best Artist", por Twilight.

1997: Indicado ao Eisner Award como "Best Penciller/Inker or Penciller/Inker Team", junto de Kevin Nowlan, por Doctor Strangefate